# Prelomčiškės piliakalnis

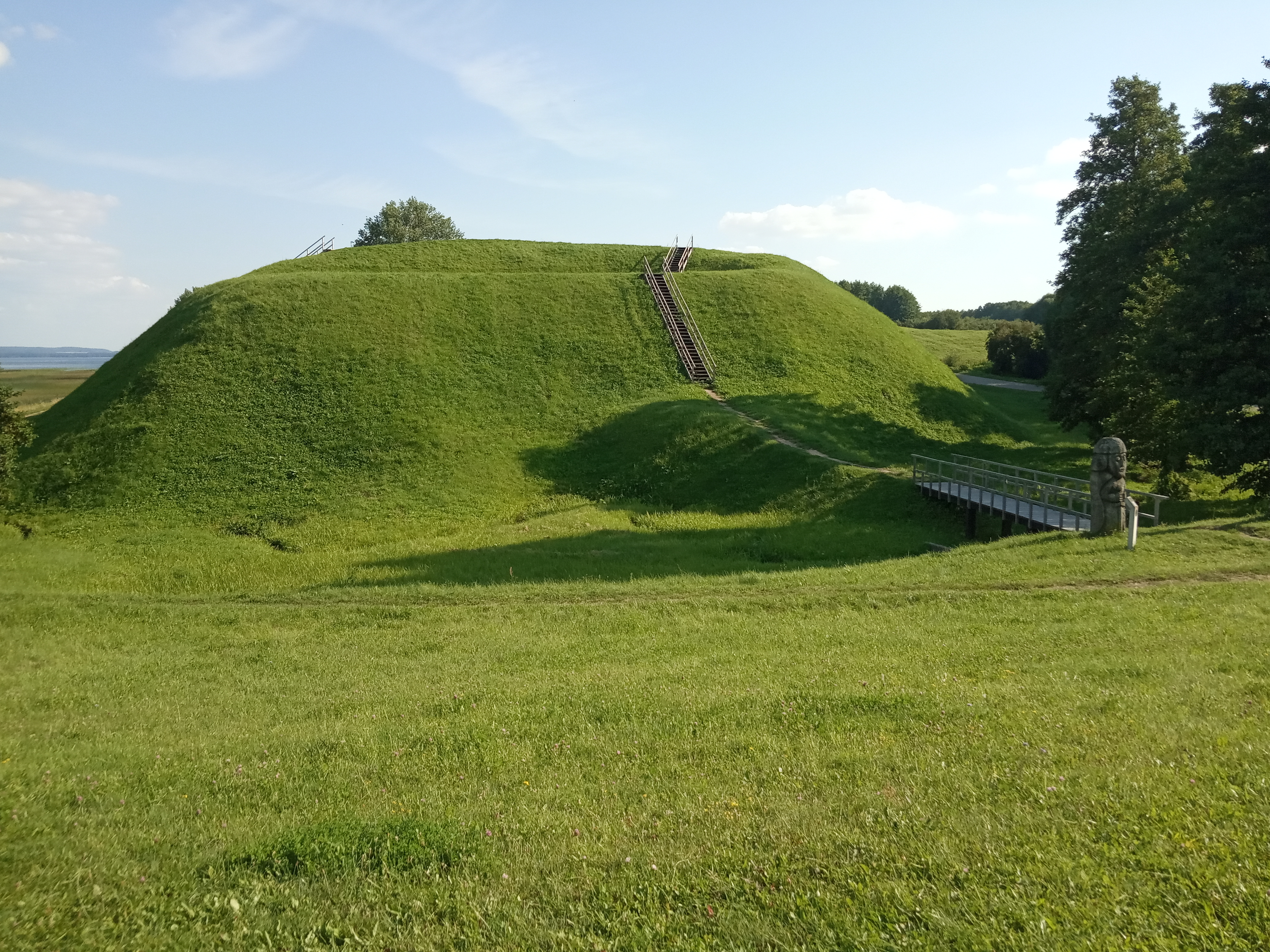
Pohled na mohylu od parkoviště.

Prelomčiškės piliakalnis je mohyla u jezera Dusia v jihovýchodní Litvě u obce Prelomčiškė.

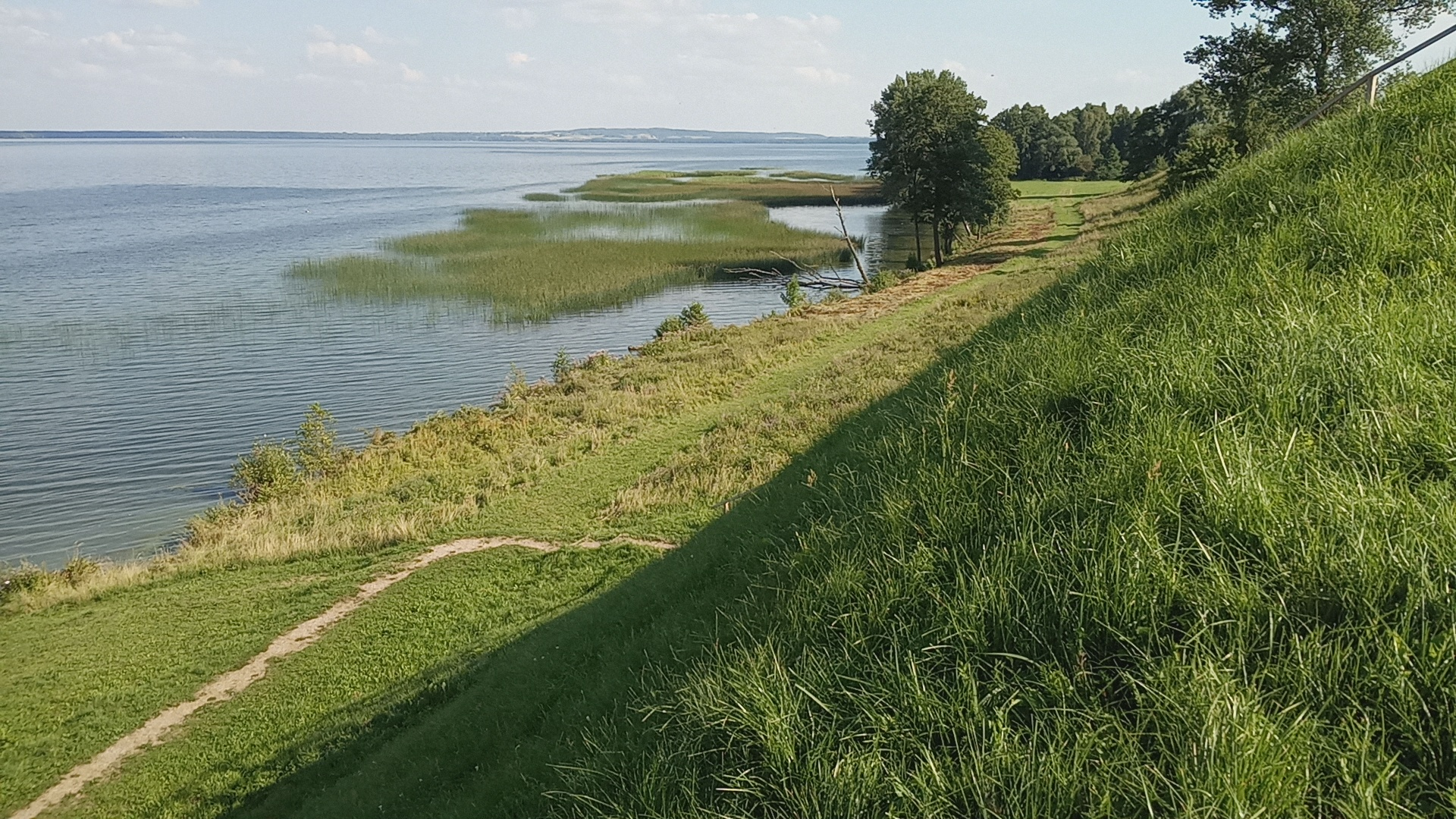
Pohled z mohyly na jezero Dusia.

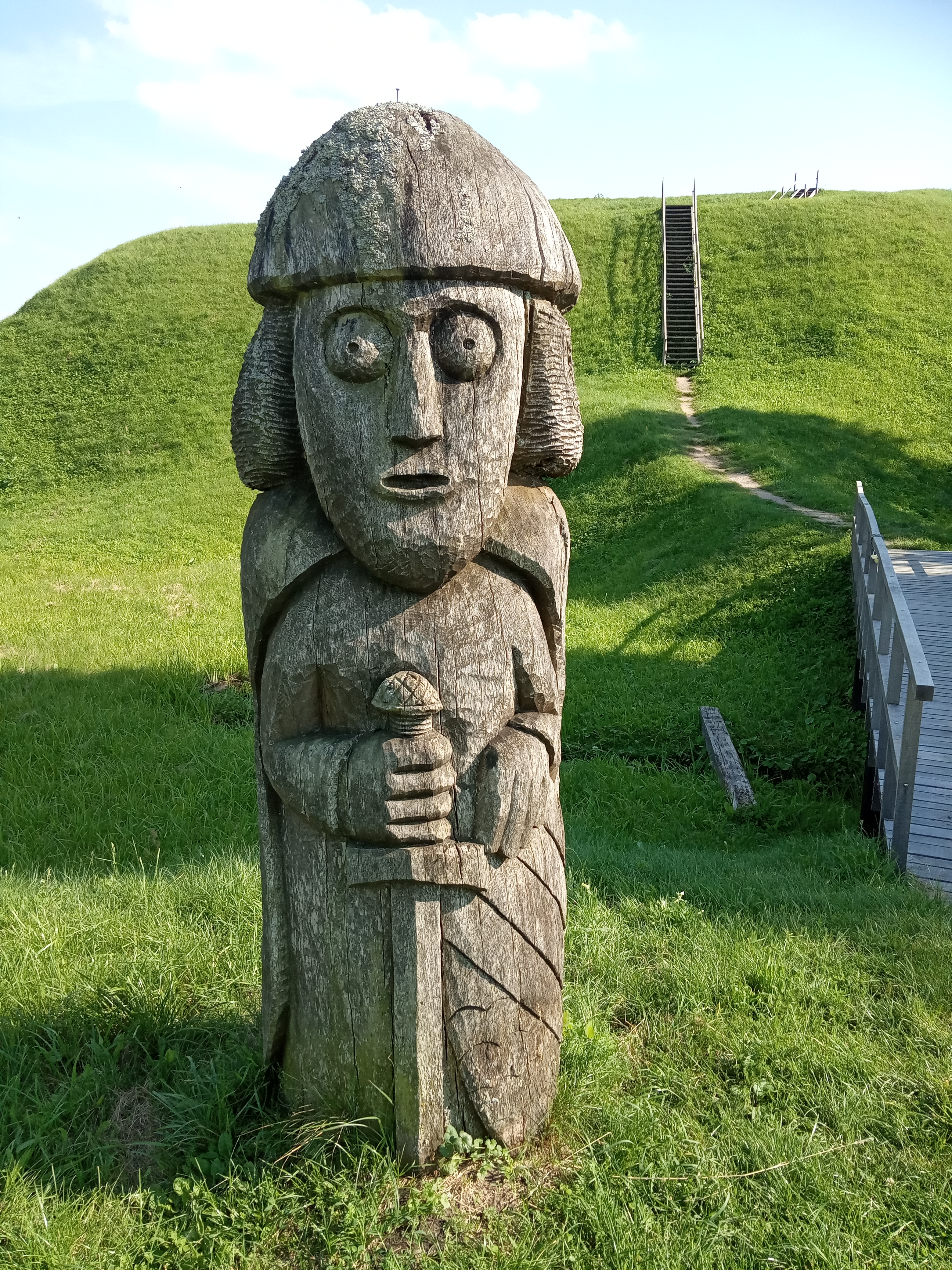
Socha litevského boha Perkunase.

Mohyla se nachází na západním břehu jezera Dusia. Je oválná, orientovaná na sever, dlouhá 16,5m a široká 40 metrů. Výška mohyly činí 12 metrů. V mohyle byla nalezena hrubá keramika. Mohylu postavilo etnikum Jotvingové. Mohyla byla používána od 1. tisíciletí do 13. století. Roku 1954 ji prozkoumal Ústav litevských dějin v čele Pranasem Kulikauskem.